# Mambo de Machaguay
El «Mambo de Machaguay» es una canción del género huayno, perteneciente al folclor peruano, que fue compuesto como parodia del «Mambo» de Pérez Prado, y que se ha convertido en un clásico de la música latinoamericana. Tanto el profesor Manuel Guzmán Collado como el profesor Alejandro Milan del Carpio Cornejo se atribuyen su autoría.

## Historia
La tesis de autoría de Manuel Guzmán Collado y Alejandro del Carpió Cornejo es refrendada por Leonardo Adolfo Prado Cárdenas en su libro de memorias "Vacaciones en el fundo de mi abuelo" : "Y sobre todo un huayño muy popular de la zona: “Desde lima vengo a mi Machaguay a bailar el mambo con mi cholitay, mambo que rico mambo, mambo de Machaguay”. Este huayño como se sabe hizo bailar y cantar a todo el Perú, fue creado por un viraqueño, el profesor Manuel Guzmán Collado, y el machagueño el profesor Alejandro del Carpió Cornejo algunas versiones señalan que se inspiraron en una agraciada muchachita que llegó de Lima, a la cual preguntó en una reunión familiar: - de dónde vienes- y le contesta muy alegre- ¡desde Lima vengo a mi Machaguay¡. Por esas fechas estaba a todo furor el mambo y la réplica no se hizo esperar, -dirás a bailar el mambo de Machaguay-. En ese encuentro, en esa fiesta, esa noche compuso todo la canción. Quienes conocemos la historia de ayer y de hoy, porque nuestros abuelos y padres que son testigos nos las han trasmitido, no podemos olvidarlo y por ello reivindicamos como autores al profesor Guzmán, y al profesor del Carpio los cuales son siempre respetados y admirados por sus dones de gente, esa es la historia en el país. Con estas líneas les rindimos un homenaje póstumo de mi parte, de toda la gente linda de Castilla." 
El 18 de octubre de 2002, el Congreso de la República del Perú, en ceremonia especial le otorgó una distinción en la que se lee “… Es un deber y un honor reconocer y saludar a los Profesores, Manuel Guzmán Collado,y Alejandro del Carpió Cornejo autores de numerosas composiciones musicales: como el “Mambo de Machaguay”, “Mujer Viraqueña “Tres Recuerdos” “Del Coropuna al Huascarán”, temas que han logrado traspasar las fronteras nacionales….”
Machaguay es un poblado de la sierra sur peruana, situado en la provincia de Castilla, departamento de Arequipa
En esta composición de tradición oral también se alega que intervinieron otros personajes oriundos de Machahuay entre ellos José Manuel Del Carpio e Irene Del Carpio Del Carpio.

## Versiones
El tema ha sido grabado por innumerables grupos musicales folclóricos andinos y de otros lugares del mundo.

### Versión de Abanto Morales
La primera versión de la canción que obtuvo fama fue la grabada por el músico peruano Luis Abanto Morales en la década de 1950, época cuando los migrantes Andinos mezclaban su folklor musical con la música criolla de la costa peruana y otros géneros musicales como el mambo cubano.

#### Versiones del grupo chileno Los Jaivas
- Originalmente aparecida como sencillo en 1976, con "En Tus Horas" en el lado B.
- Reeditada en 1980 en el LP Mambo de Machaguay.
- Reeditada por tercera vez, en la remasterización del álbum Canción del Sur, como bonus track del CD.
- Grabada y remixada en los estudios EMI Odeón de Buenos Aires, octubre de 1976.
- Ingeniero de grabación y remezcla: Carlos García
- Director artístico: Luis "D'Artagnan" Sarmiento
- Ingeniero de masterización digital: Fréderic Marin
- Duración: 3:34

En la esta primera versión participaron Gato Alquinta, Pájaro Canzani, Alberto Ledo y Gabriel Parra en voces e instrumentos de cuerda, percusión y viento, además de Eduardo Parra y Claudio Parra en piano, teclados y sintetizadores.

### Versión de Los Jaivas
Una de las versiones más conocidas del tema fue la grabada por el grupo musical chileno Los Jaivas, que, en 1976, editó un sencillo con "Mambo de Machaguay" en el lado A y el tema propio "En Tus Horas" en el lado B. Se trataba de un arreglo más bien roquero y pesado de la canción, con fuertes cadencias de guitarra eléctrica y sintetizadores, recuperando algunos elementos folclóricos a través de flautas y quenas. Esta versión encabeza el primer compilado de grandes éxitos del grupo Mambo de Machaguay (1980), editado por EMI. 
El tema fue posteriormente regrabado para la versión latinoamericana del álbum Aconcagua (1982), siendo ésta la versión más conocida de la canción por parte de Los Jaivas. Acá se recupera algo más del juego original folclórico de la canción, a través de arreglos en piano y sintetizador, acentuando aún más la fuerza del rock en el coro. Extendiéndose casi a los cinco minutos de duración, y cantada a coro por Gato Alquinta, Mario Mutis y Gabriel Parra, la canción se volvió una de las más populares del álbum, y sirvió, además de rescatar un viejo clásico de la música peruana, para agregar otra entrada a la larga lista de éxitos de la popular banda chilena. Aún en la actualidad la canción sigue siendo muy querida por el público, y como una de las favoritas, es encargada de cerrar los conciertos de la banda.

#### Personal
- Gato Alquinta: guitarra eléctrica, zampoña y quena
- Gabriel Parra: batería y percusión
- Mario Mutis: bajo
- Eduardo Parra: piano, minimoog y percusión
- Claudio Parra: zampoña, piano y percusión
- Patricio Castillo: charango y quena

### Versión de Lucho Neves
Una olvidada versión instrumental del tema, compuesta entre 1960-1970 por el director musical peruano Lucho Neves, adquirió un sorpresivo resurgimiento de popularidad tras ser reeditada por Tiger's Milk Records e incluida en el álbum Peru Maravilloso: Vintage Latin, Tropical & Cumbia en el 2013. En el 2017, esta versión fue presentada por Cerys Matthews en su programa radial en la BBC Radio 6 Music del Reino Unido. La versión de Neves se escucha en una escena de la serie original de Netflix Better Call Saul, en la Temporada 4, episodio 6 "Piñata".

### Otras versiones
- Sinergia grabó "Mambo de Machaguay" para el álbum "Tributo A Los Jaivas".
- El grupo peruano Cuarteto Continental la incluye dentro de un mix de cumbias llamado "Cumbias pegaditas 7".
- La banda peruana "Los Últimos Incas" grabó una versión en vivo para su álbum "Los Últimos Incas en vivo en el CCPUCP" en el año 2007.
- Para el concierto "El sueño existe" hecho en Santiago de Chile en homenaje a Salvador Allende, y que congregó a varios músicos chilenos y latinoamericanos, la banda chilena Los Bunkers realizó una versión del tema en compañía de Claudio Parra, que quedó plasmada en el DVD del evento.
- Este tema peruano también se usó en la temporada 4 , episodio 6 "Piñata" de la serie Norteamericana Better Call Saul.